# Ska-P (альбом)
Ska-P — дебютный студийный альбом испанской ска-панк группы Ska-P, выпущенный в 1995 году. Песня «Como un Rayo» посвящена испанскому футбольному клубу Райо Вальекано.

## Список композиций
1. «El Hombre Resaka Baila Ska»
2. «Abolición»
3. «Chupones»
4. «0,7»
5. «Alí el Magrebí»
6. «Sargento Bolilla»
7. «Reality Show»
8. «Bla, Bla, Bla»
9. «Como un Rayo»
10. «Rayo Vallecano»

## В записи участвовали
- Pulpul (Roberto Gañan Ojea) — вокал, гитара
- Yanclas (Toni Escobar) — гитара, бэк-вокал
- Julio (Julio Cesar Sanchez) — бас-гитара, бэк-вокал
- Rizos (Alberto Amado) — клавишные, бэк-вокал
- Nuno (F.J. Navio) — ударные